# Postposition
Als Postpositionen bezeichnet man Wörter, die in ihrer Funktion Präpositionen entsprechen, aber hinter dem Wort stehen, das sie regieren (d. h., dem sie Kasus zuweisen):
- „einem Bericht zufolge“ (+ Dativ)
- „der Einfachheit halber“ (+ Genitiv)
- „meiner Meinung nach“ (+ Dativ)
- „den Fluss entlang“ (+ Akkusativ)
- „des Geldes wegen“ (+ Genitiv)

Einige Wörter können als Postposition oder Präposition gebraucht werden, aber weisen je nach Position unterschiedlichen Kasus zu:
- „zufolge eines Berichts“ (+ Genitiv)
- „entlang dem Fluss“ (+ Dativ, daneben auch + Genitiv)
- „Der Comedian macht das alles nur wegen dem Geld – der Kabarettist des Geldes wegen.“ (Johann König zugeschriebenes Zitat)

Einige Sprachen benutzen standardmäßig Postpositionen statt Präpositionen. Beispiele:
- Hindi:
  - मेज़ पर mez par „auf dem Tisch“: मेज़ mez „Tisch“, पर par „auf“
  - भाई के लिए bhāī ke lie „für den Bruder“: भाई bhāī „Bruder“, के लिए ke lie „für“
- Japanisch:
  - そのあとで (sono ato de): „dessen nach“, nachdem
  - そこから (soko kara): „dort von“, von dort
- Ungarisch:
  - az asztal alatt = wörtlich „der Tisch unter“ = unter dem Tisch
  - a ház előtt = wörtlich „das Haus vor“ = vor dem Haus
- Guaraní:
  - che rógape = wörtlich „ich Haus in“ = in meinem Haus
  - ka'aguýrupi = wörtlich „Wald durch“ = durch (den/einen) Wald

In den ostseefinnischen Sprachen gibt es neben vielen Postpositionen auch einige Präpositionen. Im Finnischen stehen die meisten Postpositionen mit dem Genitiv, nur einige erfordern den Partitiv.
- minun kanssani „mit mir“ (mit Genitiv),
- ikkunan vieressä „neben dem Fenster“ (mit Genitiv),
- sinua varten „für dich“ (mit Partitiv)